# Harry Connick Jr.

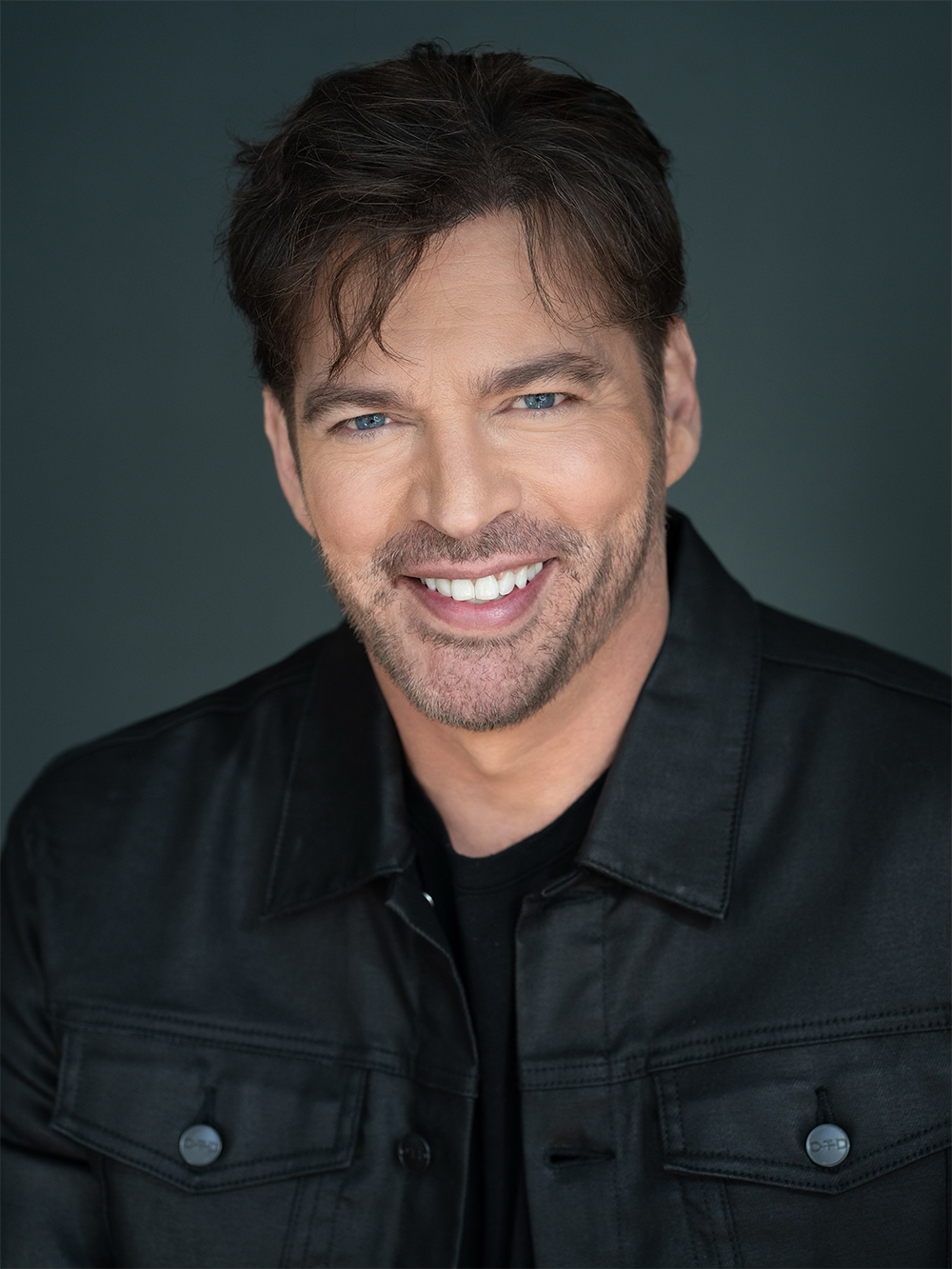
Harry Connick Jr. (2024)

Joseph Harry Fowler Connick, Jr. (* 11. September 1967 in New Orleans, Louisiana) ist ein US-amerikanischer Musiker und Schauspieler. Sein Musikstil umfasst Jazz, Pop, Funk und Blues.

## Karriere
Harry Connick Jr. gewann seinen ersten Grammy für die Arbeit am Soundtrack zu dem Film Harry und Sally (1989).
Sein Debüt als Schauspieler hatte Connick Jr. in dem Film Memphis Belle (1990). Der Film handelt von einer Bomber-Besatzung während des Zweiten Weltkrieges. Weiterhin spielte er in dem Film Eine zweite Chance (1998) mit Sandra Bullock die Rolle des Justin Matisse sowie in P.S. Ich liebe Dich (2007) die des Daniel Connelly.

## Filmografie (Auswahl)
- 1990: Memphis Belle
- 1991: Das Wunderkind Tate (Little Man Tate)
- 1995: Copykill (Copycat)
- 1996: Independence Day
- 1997: Ärger im Gepäck (Excess Baggage)
- 1998: Eine zweite Chance (Hope Floats)
- 1999: Wayward Son
- 1999: Der Gigant aus dem All, Stimme (The Iron Giant)
- 2000: Mein Hund Skip (My Dog Skip)
- 2000: The Simian Line
- 2001: Life Without Dick – Verliebt in einen Killer (Life Without Dick)
- 2002–2006, 2017: Will & Grace (Fernsehserie)
- 2003: Basic – Hinter jeder Lüge eine Wahrheit (Basic)
- 2004: Mickey
- 2005: The Happy Elf
- 2006: Bug
- 2007: P.S. Ich liebe Dich (P.S., I Love You)
- 2008: Living Proof
- 2009: New in Town
- 2011: Mein Freund, der Delfin (Dolphin Tale)
- 2012: Law & Order: Special Victims Unit (Fernsehserie)
- 2013: Mein Nachbar der Weihnachtsmann (Angels Sing)
- 2014: Mein Freund, der Delfin 2 (Dolphin Tale 2)
- 2017: Kevin Can Wait (Fernsehserie)
- 2021: Fear of Rain – Die Angst in dir (Fear of Rain)
- 2024: Find Me Falling

## Diskografie

### Alben
| Jahr | Titel                                    | Höchstplatzierung, Gesamtwochen, AuszeichnungChartplatzierungen (Jahr, Titel, Platzierungen, Wochen, Auszeichnungen, Anmerkungen) | Höchstplatzierung, Gesamtwochen, AuszeichnungChartplatzierungen (Jahr, Titel, Platzierungen, Wochen, Auszeichnungen, Anmerkungen) | Anmerkungen                                                                                                 |
| Jahr | Titel                                    | UK | US | Anmerkungen                                                                                                 |
| ---- | ---------------------------------------- | --- | --- | --- |
| 1977 | Dixieland Plus                           | — | — | |
| 1978 | Eleven                                   | — | — | |
| 1987 | Harry Connick Jr.                        | — | US— GoldUS | Erstveröffentlichung: November 1987                                                                         |
| 1989 | When Harry Met Sally                     | — | US42 ×2Doppelplatin · (122 Wo.)US                                                                                                 | Grammy; Soundtrack                                                                                          |
| 1990 | We Are in Love                           | UK7 Gold · (46 Wo.)UK | US22 ×2Doppelplatin · (96 Wo.)US                                                                                                  | Erstveröffentlichung: Juli 1990 Grammy                                                                      |
| 1990 | Lofty’s Roach Souffle                    | — | US94 (11 Wo.)US | Erstveröffentlichung: Juli 1990 Harry Connick, Jr. Trio (Harry Connick Jr., Benjamin Wolfe, Shannon Powell) |
| 1991 | 20                                       | UK— GoldUK | US133 Platin · (44 Wo.)US | Wiederveröffentlichung, bereits 1987 aufgenommen                                                            |
| 1991 | Blue Light, Red Light (Someone’s There)  | UK16 (11 Wo.)UK | US17 ×2Doppelplatin · (51 Wo.)US                                                                                                  | Erstveröffentlichung: September 1991                                                                        |
| 1992 | 25                                       | UK35 (2 Wo.)UK | US19 Platin · (18 Wo.)US | Erstveröffentlichung: September 1992                                                                        |
| 1993 | Forever for Now                          | UK32 (5 Wo.)UK | — | |
| 1993 | When My Heart Finds Christmas            | — | US13 ×3Dreifachplatin · (10 Wo.)US                                                                                                | Weihnachtsalbum                                                                                             |
| 1994 | She                                      | UK21 (3 Wo.)UK | US16 Platin · (33 Wo.)US | |
| 1996 | Star Turtle                              | — | US38 Gold · (12 Wo.)US | Erstveröffentlichung: 28. Juni 1996                                                                         |
| 1997 | To See You                               | — | US53 Gold · (15 Wo.)US | Erstveröffentlichung: 21. Oktober 1997                                                                      |
| 1999 | Come by Me                               | — | US36 Gold · (13 Wo.)US | Erstveröffentlichung: 3. September 1999 mit Mike Smith                                                      |
| 2001 | Songs I Heard                            | — | US88 (4 Wo.)US | Erstveröffentlichung: 23. Oktober 2001 Grammy                                                               |
| 2001 | 30                                       | — | US94 (4 Wo.)US | Erstveröffentlichung: 23. Oktober 2001 bereits 1997 aufgenommen                                             |
| 2002 | Thou Shalt Not                           | — | — | Erstveröffentlichung: 18. Juni 2002                                                                         |
| 2003 | Harry for the Holidays                   | — | US12 Platin · (12 Wo.)US | Erstveröffentlichung: 28. Oktober 2003 Weihnachtsalbum                                                      |
| 2004 | Only You                                 | UK6 Gold · (7 Wo.)UK | US5 Platin · (23 Wo.)US | Erstveröffentlichung: 3. Februar 2004                                                                       |
| 2006 | Harry On Broadway, Act I/The Pajama Game | — | US97 (2 Wo.)US | mit 2006 Broadway Cast Recording                                                                            |
| 2007 | Oh, My Nola                              | — | US11 (8 Wo.)US | Erstveröffentlichung: 24. Februar 2007                                                                      |
| 2007 | My New Orleans                           | UK63 (1 Wo.)UK | — | Erstveröffentlichung: 24. Februar 2007                                                                      |
| 2008 | What a Night! A Christmas Album          | — | US20 (17 Wo.)US | Erstveröffentlichung: 4. November 2008 Weihnachtsalbum                                                      |
| 2009 | Your Songs                               | UK28 (5 Wo.)UK | US8 (21 Wo.)US | Erstveröffentlichung: 25. August 2009                                                                       |
| 2011 | In Concert On Broadway                   | — | US76 (2 Wo.)US | Erstveröffentlichung: 8. Februar 2011                                                                       |
| 2011 | Music from ’The Happy Elf’               | — | — | Erstveröffentlichung: 27. September 2011 Weihnachtsalbum                                                    |
| 2013 | Every Man Should Know                    | — | US33 (5 Wo.)US | Erstveröffentlichung: 11. Juni 2013                                                                         |
| 2015 | That Would Be Me                         | — | US47 (2 Wo.)US | Erstveröffentlichung: 23. Oktober 2015                                                                      |
| 2019 | True Love: A Celebration of Cole Porter  | UK29 (2 Wo.)UK | US77 (1 Wo.)US | Erstveröffentlichung: 25. Oktober 2019                                                                      |

Weitere Alben
- 1992: It Had To Be You

### Singles
| Jahr | Titel Album                                                  | Höchstplatzierung, Gesamtwochen, AuszeichnungChartplatzierungen (Jahr, Titel, Album, Platzierungen, Wochen, Auszeichnungen, Anmerkungen) | Höchstplatzierung, Gesamtwochen, AuszeichnungChartplatzierungen (Jahr, Titel, Album, Platzierungen, Wochen, Auszeichnungen, Anmerkungen) | Anmerkungen                              |
| Jahr | Titel Album                                                  | UK | US | Anmerkungen                              |
| ---- | ------------------------------------------------------------ | --- | --- | ---------------------------------------- |
| 1990 | Recipe For Love We Are in Love                               | UK86 (2 Wo.)UK | — |                                          |
| 1991 | We Are In Love We Are in Love                                | UK62 (5 Wo.)UK | — |                                          |
| 1991 | It Had To Be You                                             | UK32 (6 Wo.)UK | — | Erstveröffentlichung: 22. September 1991 |
| 1991 | Blue Light Red Light Blue Light, Red Light (Someone’s There) | UK54 (3 Wo.)UK | — |                                          |
| 1994 | (I Could Only) Whisper Your Name –                           | UK83 (1 Wo.)UK | US67 (20 Wo.)US | Erstveröffentlichung: 9. Oktober 1994    |

### Videoalben
- 1990: Singin’ and Swingin’ (US: Gold)
- 1991: Swinging Out Live (US: Platin)
- 1993: The New York Big Band Concert (US: Gold)
- 2004: Only You – In Concert (US: Platin)

## Auszeichnungen für Musikverkäufe
| Goldene Schallplatte - Australien - 1992: für das Album Blue Light, Red Light (Someone’s There) - 2001: für das Album Forever for Now - Frankreich - 1994: für das Album She - 1995: für das Album Blue Light, Red Light (Someone’s There) - Japan - 1993: für das Album We Are in Love 2× Goldene Schallplatte - Frankreich - 1995: für das Album France, I Wish You Love | Platin-Schallplatte - Neuseeland - 1993: für das Album It Had To Be You 2× Platin-Schallplatte - Australien - 1995: für das Album She - Neuseeland - 1995: für das Album She |

Anmerkung: Auszeichnungen in Ländern aus den Charttabellen bzw. Chartboxen sind in ebendiesen zu finden.
| Land/RegionAuszeichnungen für Musikverkäufe (Land/Region, Auszeichnungen, Verkäufe, Quellen) | Gold       | Platin       | Verkäufe   | Quellen         |
| -------------------------------------------------------------------------------------------- | ---------- | ------------ | ---------- | --------------- |
| Australien (ARIA)                                                                            | 2× Gold2   | 2× Platin2   | 210.000    | aria.com.au     |
| Frankreich (SNEP)                                                                            | 4× Gold4   | —            | 400.000    | infodisc.fr     |
| Japan (RIAJ)                                                                                 | Gold1      | —            | 100.000    | riaj.or.jp      |
| Neuseeland (RMNZ)                                                                            | —          | 3× Platin3   | 45.000     | Einzelnachweise |
| Vereinigte Staaten (RIAA)                                                                    | 6× Gold6   | 16× Platin16 | 16.300.000 | riaa.com        |
| Vereinigtes Königreich (BPI)                                                                 | 3× Gold3   | —            | 300.000    | bpi.co.uk       |
| Insgesamt                                                                                    | 16× Gold16 | 21× Platin21 |            |                 |

## Auszeichnungen und Nominierungen
- 1989 Grammy Gewinner: Best Jazz Vocal Performance by a Male, Harry und Sally (en. When Harry Met Sally…)
- 1990 Grammy: Gewinner: Best Jazz Vocal Performance by a Male, We Are in Love
- 1990 Grammy: Nominierung: Best Instrumental Composition, "One Last Pitch (Take 2)" – Harry Connick, Jr. & Joe Livingston
- 1990 Grammy: Nominierung: Best Instrumental Arrangement w/ Vocals, "Recipe For Love" – Harry Connick, Jr. & Mark Shaiman
- 1990 Oscar: Nominierung: Best Song, "Promise Me You'll Remember", Interpret: Harry Connick, Jr., Text: John Bettis, Musik: Carmine Coppola
- 1991 Emmy: Nominierung: Best Performance in a Variety Special, Swingin' Out Live
- 1991 Golden Globe: Nominierung: Best Original Song, "Promise Me You'll Remember", Interpret: Harry Connick, Jr., Text: John Bettis, Musik: Carmine Coppola
- 1992 Grammy: Nominierung: Best Traditional Pop Performance, Blue Light, Red Light
- 1992 Grammy: Nominierung: Best Instrumental Arrangement with Vocals, "Blue Light, Red Light (Someone's There)"
- 1999 Grammy: Nominierung: Best Traditional Pop Vocal Performance, Come by Me
- 2001 Grammy: Gewinner: Best Traditional Pop Vocal Album, Songs I Heard
- 2002 Tony: Nominierung: Best Original Musical Score, Thou Shalt Not
- 2004 Emmy: Gewinner: Outstanding Music Direction, Harry Connick, Jr.: “Only You” In Concert
- 2004 Grammy: Nominierung: Best Traditional Pop Vocal Album, Only You
- 2006 Tony: Nominierung: Best Performance by a Leading Actor in a Musical, The Pajama Game
- 2006 Grammy: Nominierung: Best Musical Show Album, The Pajama Game (CD1)
- 2008 Grammy: Nominierung: Best Instrumental Composition – "Ash Wednesday"
- 2008 Grammy: Nominierung: Best Instrumental Arrangement – "Ash Wednesday"
- 2010 Grammy: Nominierung: Best Traditional Pop Vocal Album – "Your Songs"